# السريح (فرع العدين)

تعديل مصدري - تعديل

السريح محلة تابعة لقرية بني حميد، التابعة لعزلة الاخماس بمديرية فرع العدين إحدى مديريات محافظة إب في الجمهورية اليمنية، بلغ تعداد سكانها 77 حسب تعداد اليمن لعام 2004.